# En terre étrangère (nouvelle)
Pour les articles homonymes, voir En terre étrangère.
En terre étrangère est une nouvelle d’Anton Tchekhov, parue en 1885.

## Historique
En terre étrangère est initialement publiée dans la revue russe Les Éclats, no 41, du 12 octobre 1885, sous le pseudonyme A.Tchékhonté. Aussi traduit en français sous le titre À l'étranger.

## Résumé
Le propriétaire Kamychev a gardé l’ancien précepteur de ses enfants, M. Champoing, auprès de lui, après leurs départs.
M. Champoing, qui n’a plus vraiment d’occupation au domaine, doit supporter à longueur de journée les remarques désobligeantes de Kamychev sur la France et les Français : c’est un petit pays dont on fait le tour en une journée de cheval, on y mange des grenouilles, des cafards et des rats, les gens y vivent comme des chiens, les femmes sont immorales.
Dans un sursaut d’orgueil, M. Champoing donne sa démission et annonce son départ. Kamychev, qui craint de le perdre, lui annonce qu’ayant perdu son passeport, il ne pourra pas faire cinq verstes sans être arrêté par la police.
M. Champoing obtempère et rejoint la table de Kamychev. Celui-ci se calme le temps du premier plat et tout recommence au second.

## Édition française
- En terre étrangère, traduit par Édouard Parayre, in Œuvres I, Paris, Éditions Gallimard, coll. « Bibliothèque de la Pléiade » no 197, 1968  (ISBN 978-2-07-0105-49-6).